# Villa Pliniana
La villa Pliniana è una villa sorta originariamente nel 1574, su un edificio preesistente anche se più modesto, nel territorio del comune di Torno, in provincia di Como, sulla sponda destra del ramo occidentale del lago di Como.

## Fonte Pliniana
La villa, situata in un'insenatura boscosa del lago, prende il nome dai due studiosi e storici comaschi Plinio il Vecchio e suo nipote Plinio il Giovane che per primi citarono la caratteristica fonte intermittente (ora passante all’interno dell’edificio) in alcuni loro documenti. Plinio il Giovane descrisse una fonte intermittente di natura carsica ivi presente in una lettera indirizzata al suo amico Lucio Licinio Sura, capo idraulico dell’imperatore a Roma. Un estratto della lettera recita:
Un riferimento alla fonte è precedentemente riscontrabile nell'opera Naturalis Historia di Plinio il Vecchio, in cui si riporta che «Nel territorio comense, presso le rive del lago Lario, c’è una fonte copiosa che sempre cresce e cala ogni ora».
Nel Codice Leicester e nel Codice Atlantico, Leonardo descrisse una sua visita alla fonte avvenuta pochi anni prima che venisse eretto il palazzo. Leonardo si recava nella zona del lago, su incarico del Ducato di Milano, alla ricerca di minerali ferrosi necessari per produrre armi, attrezzi agricoli ed utensili (il duca di Milano, Galeazzo Maria Sforza, s'interessava personalmente allo sfruttamento dei filoni ferrosi, su cui poggiano, con le miniere del Canton Ticino e del lago di Como, le speranze di sviluppo dell'industria della Lombardia sforzesca. Per ordine del Duca, il 7 luglio 1472, fu disposta la costruzione di grandi opere di sfruttamento: il minerale viene ora trasformato con tecniche importate più moderne, vengono infatti abbandonati i bassi fuochi e i forni a tino, in favore dei primi altiforni dell'epoca di Nicolò Muggiasca). 
Così riportano gli scritti di Leonardo:
(Leonardo da Vinci, Codice Atlantico - C.A. 214 verso)
(Leonardo da Vinci, Codice Leicester - Lei. 11 verso)
La prima teorizzazione del reale funzionamento della fonte - un sifone che rilascia l'acqua una volta colmo - si deve a un tal Camillo Ghillini, tra la fine del XV secolo e l'inizio del successivo.
La fonte, che fino alla fine del Quattrocento era chiamata pluviana (o püviana), sorge direttamente sul lago, a ridosso della montagna, ed è dominata da una cascata alta circa 90 metri.
L'epiteto pliniana appare per la prima volta nel racconto del matrimonio tra Massimiliano I d'Asburgo e Bianca Maria Sforza, scritto da Tristano Calco nel 1494.

## Storia
Nel Medioevo gli abitanti di Torno insediarono nel sito originario alcuni mulini e impianti per la lavorazione della lana.
Nel 1532 Paolo Giovio tentò di comperare i follatoi e il terreno dell'attuale villa, tuttavia senza successo.
Nel 1573 il luogo fu venduto da un nobile locale Gerolamo Gallo al conte Giovanni Anguissola, al tempo governatore di Como, carica assegnatasi dagli spagnoli nel 1564 dopo aver capeggiato nel 1547 la congiura nella quale aveva trovato la morte Pier Luigi Farnese, duca di Parma e Piacenza. In quel luogo l'Anguissola decise di costruirsi una villa fuori città “come luogo di delizie, aperto anche al pubblico”. Fu proprio l'Anguissola a battezzare l'edificio Villa Pliniana, in onore dell'autore della più antica descrizione della fonte, la quale venne poi inglobata nel cortile interno della villa, facendola poi scorrere all'interno per sfociare a lago attraverso un'apertura a volta. 
Attribuita in via definitiva all'architetto Giovanni Antonio Piotti, la costruzione venne terminata nel 1577.

Morto il conte nel giugno del 1578, l'erede Giulio Anguissola la vendette nel 1590 al nobile milanese Pirro I Visconti Borromeo, che la completò trasformandola in una sontuosa struttura e ne fece terrazzare i terreni circostanti per adibirli alla coltivazione della vite e del castagno. Nel 1676 la famiglia Canarisi, una importante famiglia di Torno, nella persona del marchese Francesco Canarisi, divenne la proprietaria della Villa di Torno, fece riaffrescare gli ambienti e vi aggiunse ritratti dei propri antenati e dei Plinii. Fu ristrutturata anche una piccola cappella già preesistente, dedicata a San Francesco, successivamente dotata di vetrate ispirate al Paradiso della Divina Commedia.

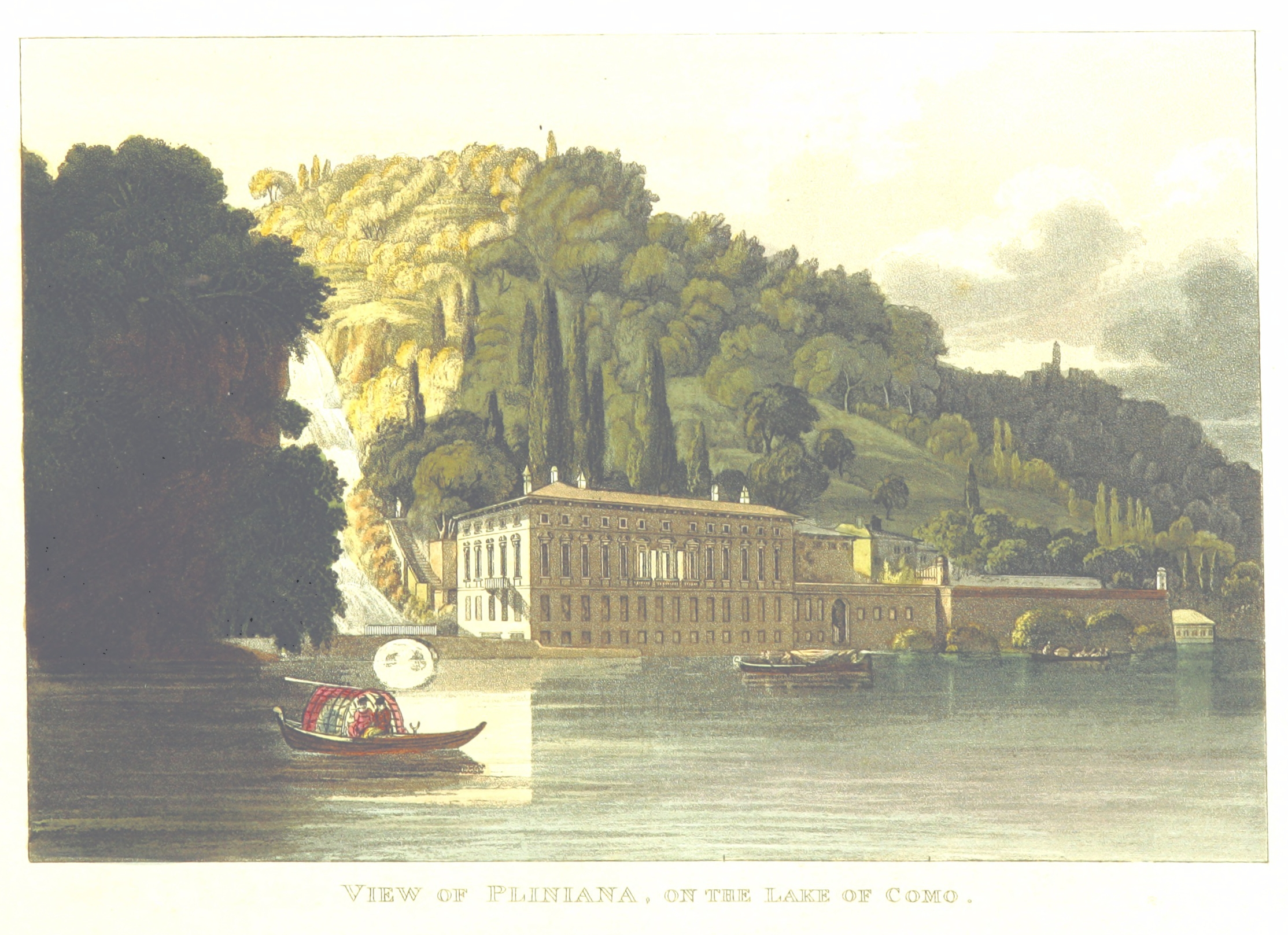
La Villa Pliniana in una illustrazione del 1820

Dal 1831, la Pliniana passò per tre diversi proprietari minori (tra cui i patrioti italiani Filippo Caronti e Gino Daelli), finché nel 1840 fu acquistata dal principe Emilio Barbiano di Belgiojoso d'Este, che ideò un completo rifacimento delle decorazioni. Dopo una rocambolesca fuga da Parigi che suscitò uno scandalo a corte, tra il 1843 e il 1851 Emilio visse nella villa in compagnia della sua amante Anne-Marie Berthier, principessa di Wagram e moglie del duca di Plaisance. Così viene ricordato l'arrivo della coppia:

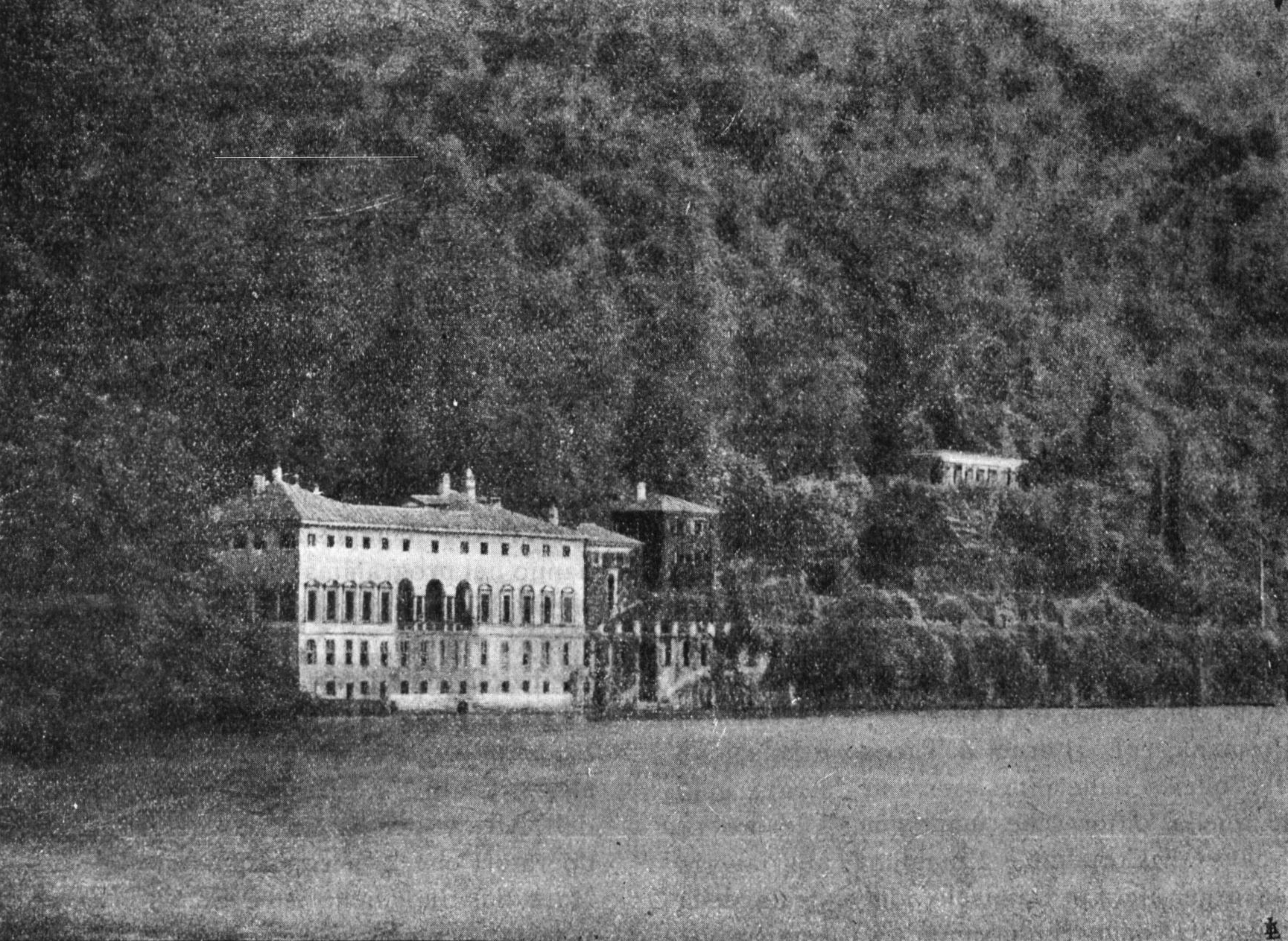
Villa Pliniana, fotografia storica, 1900 circa

Nel 1855, la villa fu ristrutturata su progetto di Canzio Canzi. Dopo la morte di Emilio nel 1858, il palazzo fu ancora utilizzato dalla moglie, la principessa Cristina Trivulzio di Belgiojoso, mentre nel 1870 fu ereditato dal genero, Ludovico Trotti Bentivoglio. Nel 1890 la villa passò quindi per discendenza ai Valperga di Masino, che ne trasferirono gli ultimi arredi nel 1983 al castello di Masino. Alla Pliniana si trovava anche il superbo ritratto della Principessa, opera di Francesco Hayez. Il dipinto, successivamente al Castello di Masino, è ora parte di una Collezione Privata (e non è fruibile al pubblico). 

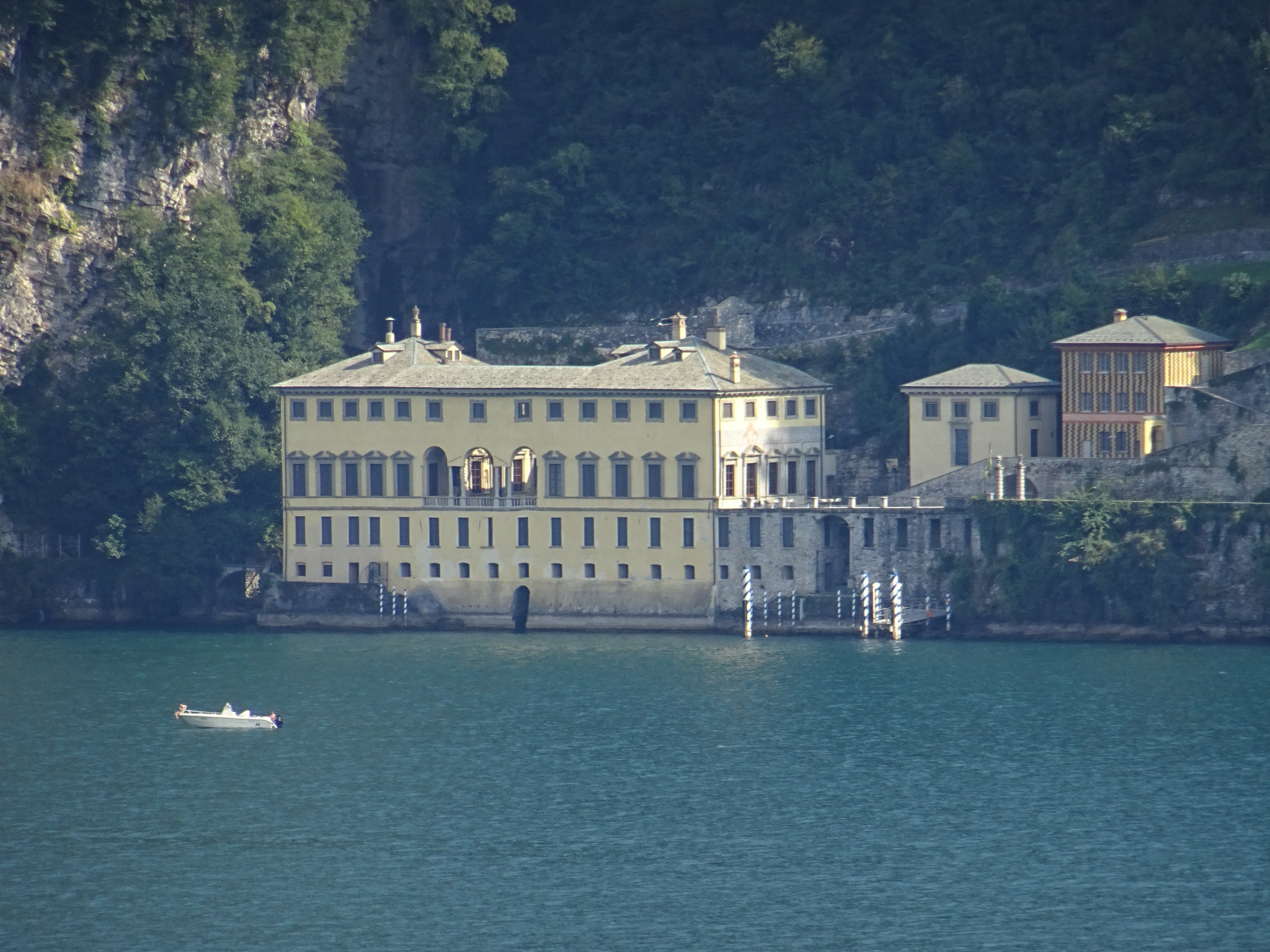
Villa Pliniana, come si presenta dopo i lavori di ristrutturazione terminati nel 2016

La Pliniana ha attraversato poi un lungo periodo vivendo esclusivamente di ricordi culturali legati al periodo del Romanticismo e del Decadentismo europeo, non esclusa l'aura leggendaria dovuta a cinque secoli di storia e alla sua posizione geografica di difficile accesso.
La villa ospitò numerosi personaggi tra monarchi, scienziati, musicisti, poeti e scrittori: Napoleone, Giuseppe II, Francesco I e la regina Margherita di Savoia, Alessandro Volta, Lazzaro Spallanzani, Franz Liszt, Gioachino Rossini (che presso la villa nel 1812 avrebbe composto la sua opera Tancredi), Vincenzo Bellini, Giacomo Puccini, Stendhal, i coniugi Mary e Shelley (che nella primavera 1818 intrapresero trattative, poi sfumate, per diventare affittuari della villa), George Gordon Byron, Ugo Foscolo (che presso la villa nel 1808 scrisse il componimento Le Grazie), Giovanni Berchet, Alessandro Manzoni e Antonio Fogazzaro (che vi si ispirò per il romanzo Malombra dal quale fu tratto l'omonimo film girato nella villa da Mario Soldati nel 1942).
Dopo molti anni di abbandono, il complesso della Pliniana fu infine acquistato nel 1983 dalla famiglia Ottolenghi, nella persona di Emilio Ottolenghi, torinese, e di suo figlio Guido, imprenditori proprietari della Pir, Petrolifera Italo Rumena, azienda fondata nel 1920, che costituì la Società Immobiliare Pliniana, iniziando un lento lavoro di restauro storico durato circa trent'anni (curato dall'architetto Rosario Picciotto), operando importanti ristrutturazioni e miglioramenti e ampliando l'unica strada di accesso alla villa
.
Attualmente il complesso viene gestito dalla catena di alberghi di lusso Sereno Hotels che vi organizza cerimonie ed eventi culturali

## Descrizione
Il corpo di fabbrica principale presenta la facciata occidentale a picco sul lago con quattro ordini di finestre, al piano nobile dotate di timpani spezzati e all'ultimo piano inquadrate da lesene identiche alle finestre di Palazzo Gallio.
Al centro del piano nobile si presenta una loggia a tre arcate sostenute da colonne binate. 
Sul lato rivolto verso la montagna, dietro una statua di Nettuno con tridente, la loggia si apre su un cortile dove sorge la fonte Pliniana, in passato ornata da elementi a colonna. Sempre su questo lato, le pareti riportano una serie di meridiane parziali. Nell'atrio di ingresso dell'ormeggio, si trova inoltre posto un busto commemorativo di una tal Mina, suicidatasi nella villa per amore.
Il piano nobile è collegato a quello superiore per mezzo di un'ampia scala elicoidale in arenaria rivestita in legno, coperta da una volta dipinta rappresentante un cielo stellato. Fino alla metà del XIX secolo, ai piedi della scala si trovava una botola azionabile meccanicamente, successivamente murata.. La leggenda è comunque senza fondamento: tale botola non è mai esistita né alcun tunnel interno è stato mai trovato o murato in passato. La storia viene comunque ancora raccontata ai bambini e alle scolaresche in visita a puro scopo ludico. Il piano superiore ospita camere da letto e servizi aggiunti in epoca recente.
Al di sotto del piano nobile si trova un primo piano inferiore, costituito da locali di servizio tra cui un'ampia cucina, la dispensa e ambienti destinati alla servitù. Ancora più in basso, ormai al livello del lago, un secondo piano inferiore è costituito da un lungo corridoio illuminato da aperture quadrate senza chiusura, dal quale si accede all'imbarcadero e a varie cantine a volta. A un capo di questo corridoio si trova un altorilievo raffigurante lo stemma dei Visconti. Al di sotto un'apertura consente il deflusso nel lago delle acque della fonte Pliniana.
La facciata rivolta verso meridione, decorata da affreschi simulanti una serie di colonne che reggono un architrave, presenta un portale d'ingresso sormontato da uno stemma gentilizio.
Gli ambienti interni conservano sale con pavimenti ornati da stemmi araldici a mosaico. Sotto i soffitti, a cassettoni, si trovano alcune fasce dipinte; in una di queste è visibile la raffigurazione di un comballo. In uno degli affreschi ospitati nella casa, Emilio Barbiano di Belgiojoso è raffigurato come un leone che divora un saraceno.
In una sala del camino, la cornice di uno specchio riporta lo stemma dei Belgiojoso.

## Leggende e curiosità

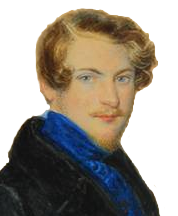
Emilio Barbiano di Belgiojoso

A dispetto di quanto si possa trovare sul web o in libri al riguardo, nonostante abbia un aspetto severo a causa della sua isolata posizione nell’ansa del lago, la villa non è dimora di alcun fantasma. In passato circolavano leggende di fantasmi dovuti a tradizioni popolari infondate quali che il primo proprietario Giovanni Anguissola morì a sua volta assassinato dal fantasma di Pierluigi Farnese, quando invece morì a Como per cause naturali. Lo stesso romanzo Malombra, di chiaro gusto decadente, rivela l'interesse di Fogazzaro per le materie occulte.
L'episodio più famoso, che arrivò a tingersi di leggenda, è però legato alla storia d'amore tra Emilio Barbiano di Belgiojoso, il principe che aveva sposato Cristina Trivulzio, e la principessa Anne-Marie Berthier (figlia del maresciallo Berthier, principe di Wagram e capo di stato maggiore di Napoleone, e della duchessa di Birkenfeld), che alla Pliniana vissero otto anni di pressoché totale isolamento. Anne-Marie, che viveva a Parigi assieme al marito, creato duca di Plaisance da Bonaparte, fuggì d'improvviso dalla capitale francese assieme al Belgiojoso, abbandonando, oltre al coniuge, una bambina appena nata, e suscitando un grande scandalo. Così, tra la fine degli anni Trenta e i primi anni Quaranta, si dedicarono unicamente al piacere, in una villa dalle «sale folte di ombra, che sembran mute camere funerarie d'un castello di sovrani spariti», immersi in un paesaggio di «sepolcrali, alti cipressi», su «un ermo dirupo fra memorie immani d'agguati e di sangue». Di essi si narra:
La donna non si curava dello scandalo causato, e respinse i tentativi di farla tornare in Francia, mentre il principe, legato agli ambienti della cospirazione risorgimentale, declinò l'invito a tornare a occuparsi della patria. Un giorno, infine, Anne-Marie lo abbandonò mentre dormiva, per trasferirsi a Milano, dove acquisterà un palco alla Scala, riprendendo la vita mondana che già aveva caratterizzato gli anni precedenti la fuga col Belgiojoso. Questi, dal canto suo, rimase per alcuni anni recluso nella villa, finché, malato di sifilide, deciderà di trascorrere gli ultimi anni nel suo palazzo meneghino.